# Кубок Кремля 2019
Kremlin  Cup 2019 (також відомий під назвою VTB Kremlin Cup 2019 за назвою спонсора) — професійний тенісний турнір, що проходив на закритих кортах з твердим покриттям Ice Palace Krylatskoye в Москві (Росія). Це був 30-й за ліком Кубок Кремля серед чоловіків і 24-й - серед жінок. Належав до категорії 250 в рамках Туру ATP 2019 і категорії Premier в рамках Туру WTA 2019. Тривав з 14 до 20 жовтня 2019 року.

## Призові очки і гроші

### Розподіл очок
| Дисципліна                 | П   | Ф   | ПФ  | ЧФ  | 1/8 | 1/16 | Q   | Q3  | Q2  | Q1  |
| Одиночний розряд, чоловіки | 250 | 150 | 90  | 45  | 20  | 0    | 12  | Н/Д | 6   | 0   |
| Парний розряд, чоловіки    | 250 | 150 | 90  | 45  | 0   | Н/Д  | Н/Д | Н/Д | Н/Д | Н/Д |
| Одиночний розряд, жінки    | 470 | 305 | 185 | 100 | 55  | 1    | 25  | 18  | 13  | 1   |
| Парний розряд, жінки       | 470 | 305 | 185 | 100 | 1   | Н/Д  | Н/Д | Н/Д | Н/Д | Н/Д |

### Розподіл призових грошей
| Дисципліна                 | П        | Ф       | ПФ      | ЧФ      | 1/8     | 1/16   | Q   | Q3     | Q2     | Q1     |
| Одиночний розряд, чоловіки | $144,830 | $78,310 | $43,250 | $24,575 | $14,130 | $8,465 | $0  | Н/Д    | $4,095 | $2,045 |
| Парний розряд, чоловіки *  | $47,520  | $24,350 | $13,200 | $7,550  | $4,420  | Н/Д    | Н/Д | Н/Д    | Н/Д    | Н/Д    |
| Одиночний розряд, жінки    | $180,520 | $96,400 | $51,490 | $27,680 | $14,840 | $9,420 | $0  | $4,230 | $2,250 | $1,125 |
| Парний розряд, жінки *     | $56,465  | $30,165 | $16,485 | $8,390  | $4,555  | Н/Д    | Н/Д | Н/Д    | Н/Д    | Н/Д    |

*на пару

## Учасники основної сітки в рамках чоловічого турніру

### Сіяні пари
| Країна   | Гравець           | Рейтинг1 | Сіяний |
| -------- | ----------------- | -------- | ------ |
| Росія    | Данило Медведєв   | 4        | 1      |
| Росія    | Карен Хачанов     | 9        | 2      |
| Хорватія | Марин Чилич       | 25       | 3      |
| Сербія   | Душан Лайович     | 31       | 4      |
| Чилі     | Cristian Garín    | 32       | 5      |
| Росія    | Андрій Рубльов    | 33       | 6      |
| Франція  | Адріан Маннаріно  | 44       | 7      |
| Сербія   | Miomir Kecmanović | 50       | 8      |

- Рейтинг подано станом на 7 жовтня 2019

### Інші учасники
Нижче наведено учасників, які отримали вайлдкард на участь в основній сітці:
- Alen Avidzba
- Євген Донской
- Alibek Kachmazov

Нижче наведено гравців, які пробились в основну сітку через стадію кваліфікації:
- Артем Дубривний
- Дамір Джумгур
- Єгор Герасимов
- Лукаш Росол

Як щасливий лузер в основну сітку потрапили такі гравці:
- Nikola Milojević

### Відмовились від участі
До початку турніру
- Данило Медведєв

## Учасники основної сітки в парному розряді

### Сіяні
| Країна          | Гравець           | Країна          | Гравець         | Рейтинг1 | Сіяний |
| --------------- | ----------------- | --------------- | --------------- | -------- | ------ |
| Хорватія        | Нікола Мектич     | Хорватія        | Франко Шкугор   | 39       | 1      |
| Велика Британія | Джеймі Маррей     | Велика Британія | Ніл Скупскі     | 41       | 2      |
| Нова Зеландія   | Маркус Даніелл    | Австрія         | Філіпп Освальд  | 93       | 3      |
| Бразилія        | Марсело Демолінер | Нідерланди      | Матве Мідделкоп | 114      | 4      |

- 1 Рейтинг подано станом на 7 жовтня 2019

### Інші учасники
Нижче наведено пари, які отримали вайлдкард на участь в основній сітці:
- Savriyan Danilov /  Сафіуллін Роман Рішатович
- Євген Донской /  Андрій Рубльов

## Учасниці основної сітки в рамках жіночого турніру

### Сіяні пари
| Країна     | Гравчиня              | Рейтинг1 | Сіяна |
| ---------- | --------------------- | -------- | ----- |
| Україна    | Еліна Світоліна       | 4        | 1     |
| Нідерланди | Кікі Бертенс          | 8        | 2     |
| Швейцарія  | Белінда Бенчич        | 10       | 3     |
| Хорватія   | Донна Векич           | 21       | 4     |
| Україна    | Даяна Ястремська      | 23       | 5     |
| Латвія     | Анастасія Севастова   | 25       | 6     |
| Греція     | Марія Саккарі         | 30       | 7     |
| Росія      | Катерина Александрова | 35       | 8     |

- Рейтинг подано станом на 7 жовтня 2019

### Інші учасниці
Нижче наведено учасниць, які отримали вайлдкард на участь в основній сітці:
- Белінда Бенчич
- Анна Калинська

Нижче наведено гравчинь, які пробились в основну сітку через стадію кваліфікації:
- Яна Чепелова
- Кірстен Фліпкенс
- Varvara Gracheva
- Кая Канепі

### Відмовились від участі
До початку турніру
- Сімона Халеп → її замінила  Унс Джабір
- Джоанна Конта → її замінила  Світлана Кузнецова
- Анетт Контавейт → її замінила  Анастасія Потапова
- Петра Квітова → її замінила  Полона Герцог
- Гарбінє Мугуруса → її замінила  Крістіна Младенович
- Маркета Вондроушова → її замінила  Вероніка Кудерметова

## Учасниці основної сітки в парному розряді

### Сіяні
| Країна   | Гравчиня           | Країна  | Гравчиня            | Рейтинг1 | Сіяна |
| -------- | ------------------ | ------- | ------------------- | -------- | ----- |
| Угорщина | Тімеа Бабош        | Франція | Крістіна Младенович | 4        | 1     |
| Канада   | Габріела Дабровскі | Чехія   | Катерина Сінякова   | 16       | 2     |
| Бельгія  | Кірстен Фліпкенс   | США     | Бетані Маттек-Сендс | 50       | 3     |
| Хорватія | Дарія Юрак         | Польща  | Алісія Росольська   | 67       | 4     |

- 1 Рейтинг подано станом на 7 жовтня 2019

### Інші учасниці
Нижче наведено пари, які отримали вайлдкард на участь в основній сітці:
- Alina Charaeva /  Софія Лансере

## Переможці та фіналісти

### Одиночний розряд, чоловіки
- Андрій Рубльов  def  Адріан Маннаріно, 6–4, 6–0

### Одиночний розряд, жінки
- Белінда Бенчич —  Анастасія Павлюченкова, 3–6, 6–1, 6–1

### Парний розряд, чоловіки
- Марсело Демолінер /  Матве Мідделкоп —  Сімоне Болеллі /  Андрес Мольтені, 6–1, 6–2

### Парний розряд, жінки
- Аояма Сюко /  Ена Сібахара —  Кірстен Фліпкенс /  Бетані Маттек-Сендс, 6–2, 6–1